# 1948年のNFL
1948年のNFLは、NFLの29年目のシーズンである。
ラムズHBのフレッド・ジェオークは当時、ヘルメットに絵を描くのを趣味としており、オーナーに仔羊の角を描いたヘルメットを披露したところ、オーナーが気に入り、リーグにこのヘルメットがルールに抵触しないかを確認した。リーグからルール上問題ないという回答があったので、この年のプレシーズンマッチからチームヘルメットとして使用された。角のデザインのヘルメット（色は異なる）は現在もラムズで使用されており、このヘルメットがヘルメット側面のエンブレムの発祥である。
NFLチャンピオンシップで、フィラデルフィア・イーグルスが、シカゴ・カージナルスを7対0で破り、NFLチャンピオンに輝いた。

## ドラフト
1947年12月19日にドラフトが行われ、32巡300名が指名された。

## 主なルール変更
- プラスチックのヘルメットが禁止された。これはプラスチックのヘルメットが自身の保護よりも相手への攻撃として使用されていると批判されたことによる。
- キックオフの時のティーの使用が認められるようになった。
- 全ての審判がホーンではなく、ホイッスルを携帯するようになった。

## 順位表
| 東地区                       |    |    |    |      |      |      |
| チーム                       | 勝 | 敗 | 分 | 率   | 得点 | 失点 |
| フィラデルフィア・イーグルス | 9  | 2  | 1  | .818 | 376  | 156  |
| ワシントン・レッドスキンズ   | 7  | 5  | 0  | .583 | 291  | 287  |
| ニューヨーク・ジャイアンツ   | 4  | 8  | 0  | .333 | 297  | 388  |
| ピッツバーグ・スティーラーズ | 4  | 8  | 0  | .333 | 200  | 243  |
| ボストン・ヤンクス           | 3  | 9  | 0  | .250 | 174  | 372  |

| 西地区                   |    |    |    |      |      |      |
| チーム                   | 勝 | 敗 | 分 | 率   | 得点 | 失点 |
| シカゴ・カージナルス     | 11 | 1  | 0  | .917 | 395  | 226  |
| シカゴ・ベアーズ         | 10 | 2  | 0  | .833 | 375  | 151  |
| ロサンゼルス・ラムズ     | 6  | 5  | 1  | .545 | 327  | 269  |
| グリーンベイ・パッカーズ | 3  | 9  | 0  | .250 | 154  | 290  |
| デトロイト・ライオンズ   | 2  | 10 | 0  | .167 | 200  | 407  |